# Палінка

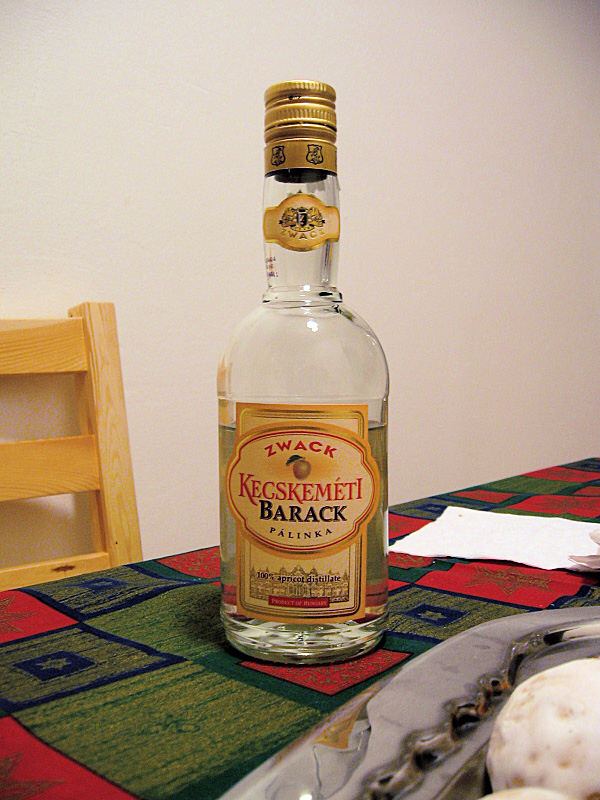
Kecskeméti barack palinka — абрикосова палінка з Кечкемета

Па́лі́нка або па́ле́нка (угор. pálinka) — фруктова горілка в Угорщині, Трансильванії та на Закарпатті. Готується з різних фруктів і ягід (подібно до ракії) — винограду, груші, абрикоси, сливи, яблук. Палінка однією з перших отримала право називатися «Гунгарікумом», тобто неофіційним символом країни.

## Походження назви
Слово «палінка» явно має слов'янське походження і посилається на процес випалювання, себто перегонки. Спочатку цей термін позначав зернові спирти, а застосовувати його до фруктових бренді стали трохи пізніше. «Palinkas jó reggelt!» є традиційним угорським вітанням, що означає «доброго палінкового ранку!».

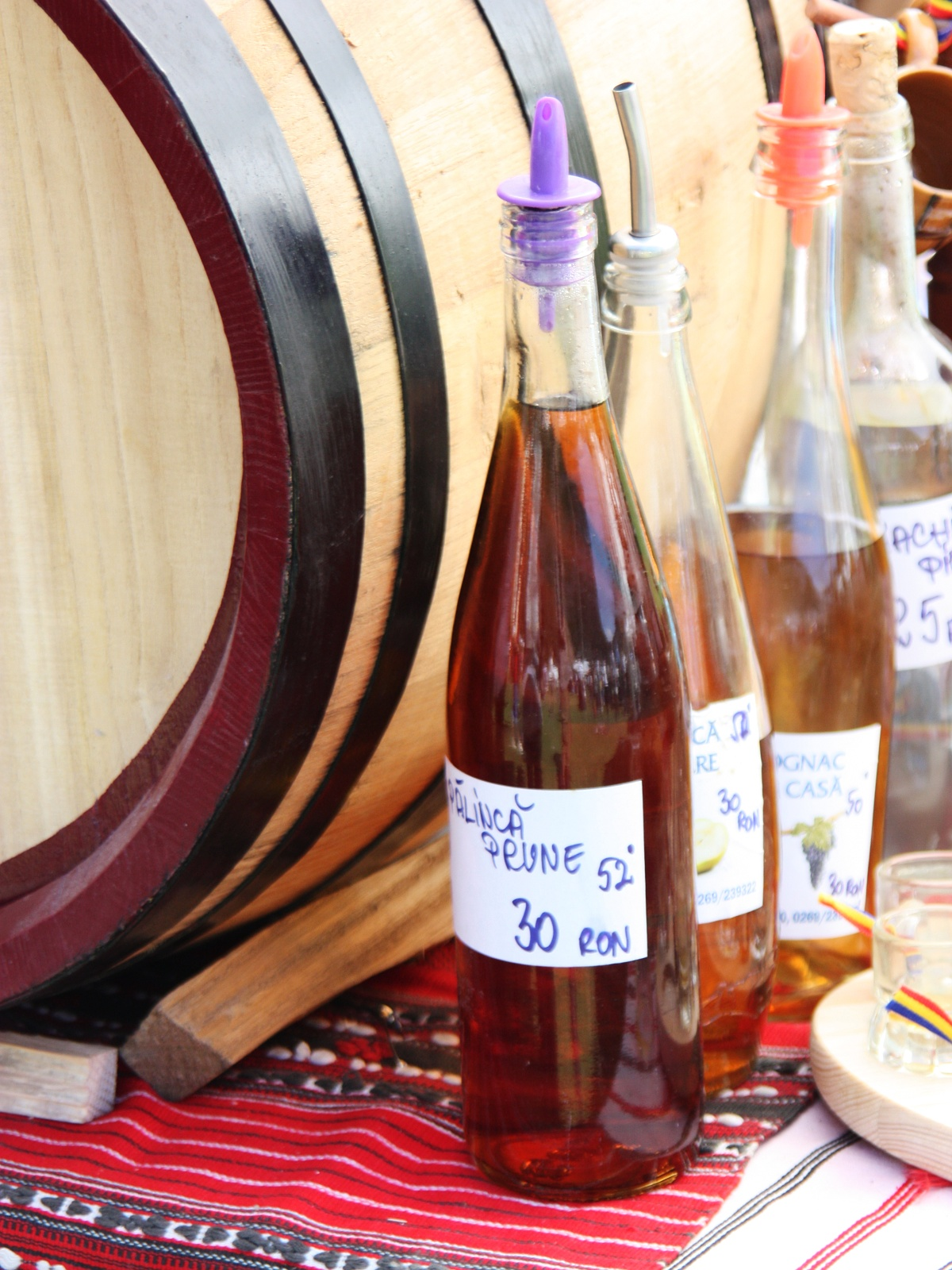
Палінка на фестивалі «Tuicii si Brinzei» біля Сібіу, Румунія

## Історія напою
Перші варіанти палінки з'явилися в Угорщині на початку XIV століття. Приватне виробництво її (за ліцензією) стало можливо у XIX столітті. Держава контролювала виробництво і всі підприємства зобов'язані були представляти свою продукцію на перевірку.
Тільки в 2002 році в Угорщині був прийнятий закон, в якому було зафіксовано, що таке палінка, а в 2004 році Євросоюз закріпив за Угорщиною авторське право на «палінку». Також було визначено, що ця назва може використовуватися і для алкогольних фруктових напоїв з окремих регіонів сусідньої Австрії.
У 2010 році прем'єр-міністр Угорщини Віктор Орбан став ініціатором внесення доповнень до закону про акцизні товари. Зокрема приватним особам дозволили мати обладнання для перегонки дистилятів з винограду та фруктів. До цього це було заборонено, а з самогоноварінням, як і в Україні, боролася поліція, хоча багато угорців попри заборони займалися виготовленням паленки підпільно.
За нинішнім законом одна угорська сім'я може щорічно виробляти двісті літрів алкоголю, з яких п'ятдесят не підлягає оподаткуванню, тоді як решта оподатковується мінімально.

## Виробництво та різновиди напою
При виробництві палінки не використовуються штучні барвники та ароматизатори. Спирти не фруктового походження теж не можуть використовуватися при виробництві. Мінімальна міцність для цього напою визначена в 37,5 градусів. Палінка часто використовується для виготовлення десертів та коктейлів.
Виноградна палінка виробляється в традиційних угорських винних регіонах (наприклад, Токаї).
Найбільш цінується абрикосова палінка з міста Кечкемет (Kecskeméti barack palinka). Великим шанувальником цього напою був король Англії Едуард VIII. Залежності від часу витримки розрізняють стару палінку (витримана більше року) і палінку Agyas (витримана більше трьох місяців).